# Altersvorsorgewirksame Leistung
Altersvorsorgewirksame Leistungen (AVWL) sind kollektiv (tarifvertraglich) oder individuell (Arbeitsvertrag) vom Arbeitgeber mit dem Arbeitnehmer vereinbarte Leistungen zum Aufbau einer zusätzlichen privaten oder betrieblichen Altersversorgung für den Beschäftigten. AVWL sind eine Weiterentwicklung der vermögenswirksamen Leistungen (VL). AVWL sind zweckgebundene Lohnleistungen des Arbeitgebers, die in Altersvorsorgeverträge des Beschäftigten einbezahlt werden.
Hintergrund ist der am 1. Oktober 2006 in Kraft getretene Tarifvertrag über die altersvorsorgewirksamen Leistungen (TV AVWL) zwischen den Tarifvertragsparteien IG Metall und Gesamtmetall. Beschäftigte der Metall- und Elektroindustrie erhalten vom Arbeitgeber eine jährliche Geldleistung von zurzeit 319,08 Euro (Azubis 159,48 Euro). Dieses Geld fließt entweder in eine förderfähige private Altersvorsorge oder in eine Altersvorsorgezusage des Arbeitgebers. Die Barauszahlung ist ausgeschlossen. Je nach Anlageform gewährt der Staat unterschiedliche Vergünstigungen.

## Anlagearten der AVWL
- Private Altersvorsorge nach § 10a und §§ 82 ff. EStG (Riester-Förderung). Der Arbeitgeber zahlt Beiträge für eine vom Arbeitnehmer abgeschlossene Riester-Rente. Der Arbeitnehmer kann die Beitragszahlung freiwillig erhöhen, um die maximale staatliche Förderung zu erhalten.
- Entgeltumwandlung von Arbeitslohn in eine Rentenzusage des Arbeitgebers. Teile des Arbeitslohns werden für eine betriebliche Altersvorsorge verwendet und nicht ausbezahlt. Für diese Beiträge müssen keine Steuern und (gegebenenfalls) Sozialversicherungsbeiträge bezahlt werden. In der Rentenphase werden nachgelagert Steuern und gegebenenfalls Kranken- und Pflegeversicherungsbeiträge fällig.
- Betriebsrente auf Basis einer freiwilligen Betriebsvereinbarung. Diese Leistungen sind beim Arbeitnehmer steuer- und sozialversicherungsfrei. Bei dieser Variante werden für den Arbeitgeber die Lohnnebenkosten durch die Ersparnisse bei den Sozialversicherungsabgaben dauerhaft gesenkt.